# Turfmarkt (Den Haag)

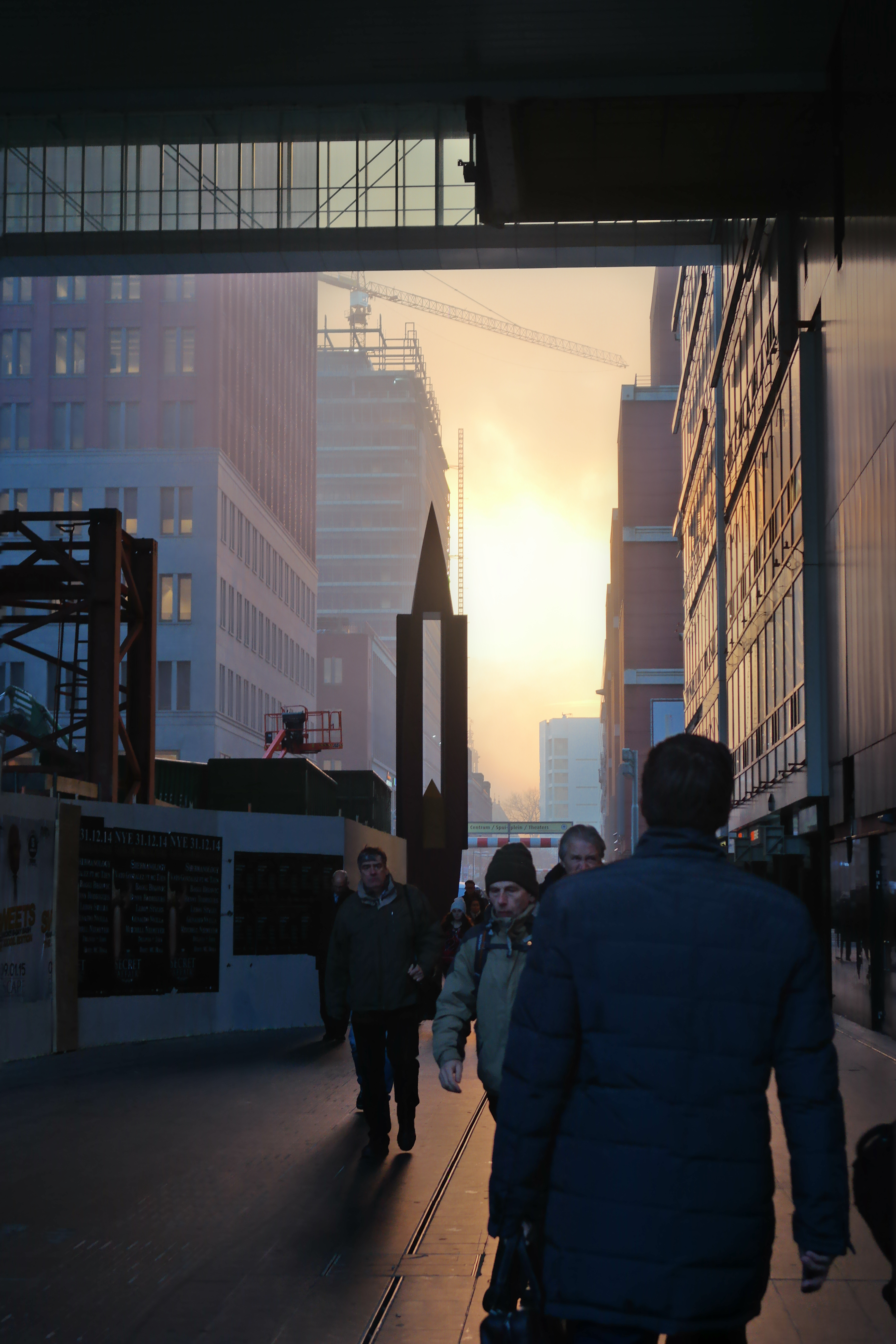
De Turfmarkt gezien vanaf het CS in 2015.

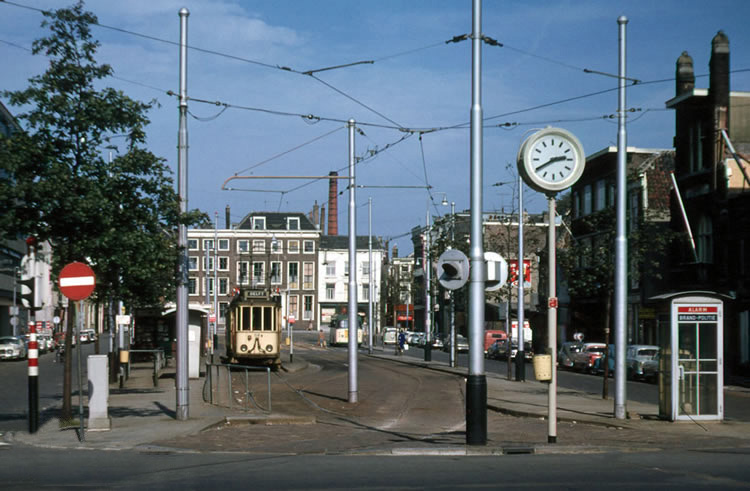
De Turfmarkt in 1964 met de Gele Tram naar Delft. Alles is verdwenen en heeft links plaatsgemaakt voor het stadhuis en rechts voor de Philipszaal en het Danstheater; die laatste twee zijn in 2015 alweer afgebroken.

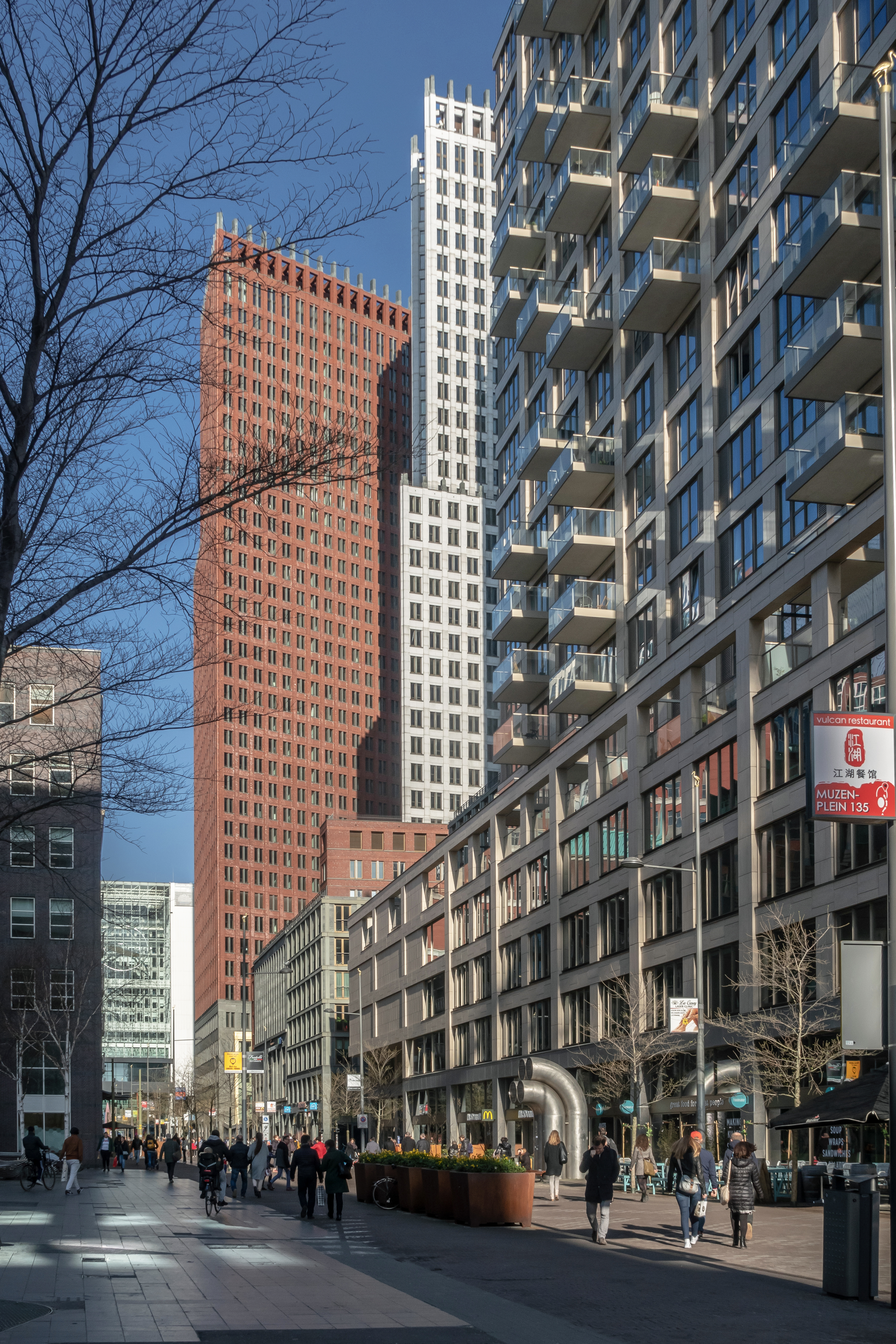
De Turfmarkt gezien vanaf het IJspaleis in 2019.

De Turfmarkt is een voetgangersstraat in Den Haag tussen de Zwarteweg en het Spuiplein. Aan de zuidzijde staan gebouw De Kroon en de JuBi-gebouwen. Aan de noordzijde staat het Helicon.

## Geschiedenis
De Turfmarkt was tussen 1580 en 1904 het noordelijk deel van de Turfgracht en liep toen tussen het Spui en de Nieuwe Haven; het zuidelijk deel werd Houtmarkt genoemd. Voor de hand liggend diende de Turfmarkt als overslag van per schip aangevoerde turf en de Houtmarkt voor hout. De Turfgracht was een verbindingsgracht binnen de Haagse grachtengordel die op initiatief en besluit van Prins Maurits ten tijde van de Tachtigjarige Oorlog werd aangelegd. Kijkend in zuidelijk richting over de Turfgracht had men een goed uitzicht op de in classicistische barokstijl gebouwde en in 1656 voltooide Nieuwe Kerk. Op de kades werd turf en hout overgeslagen en de bewoners van de gracht mochten iedere schipper die voor hun huis aanlegde 14 stuivers vragen. 

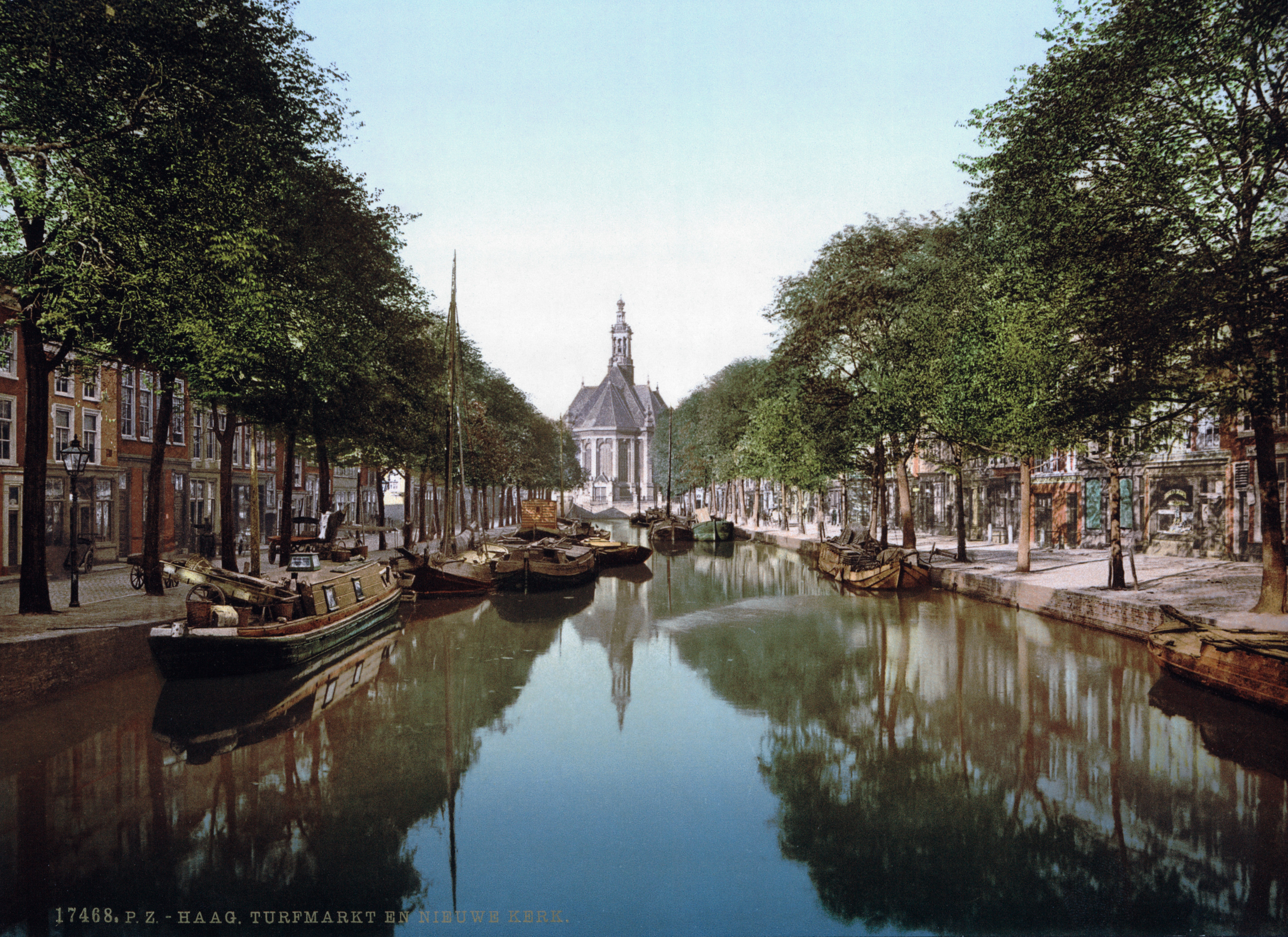
Zicht op de Nieuwe Kerk (het enige overgebleven bouwwerk) kort voor 1900 met de gracht
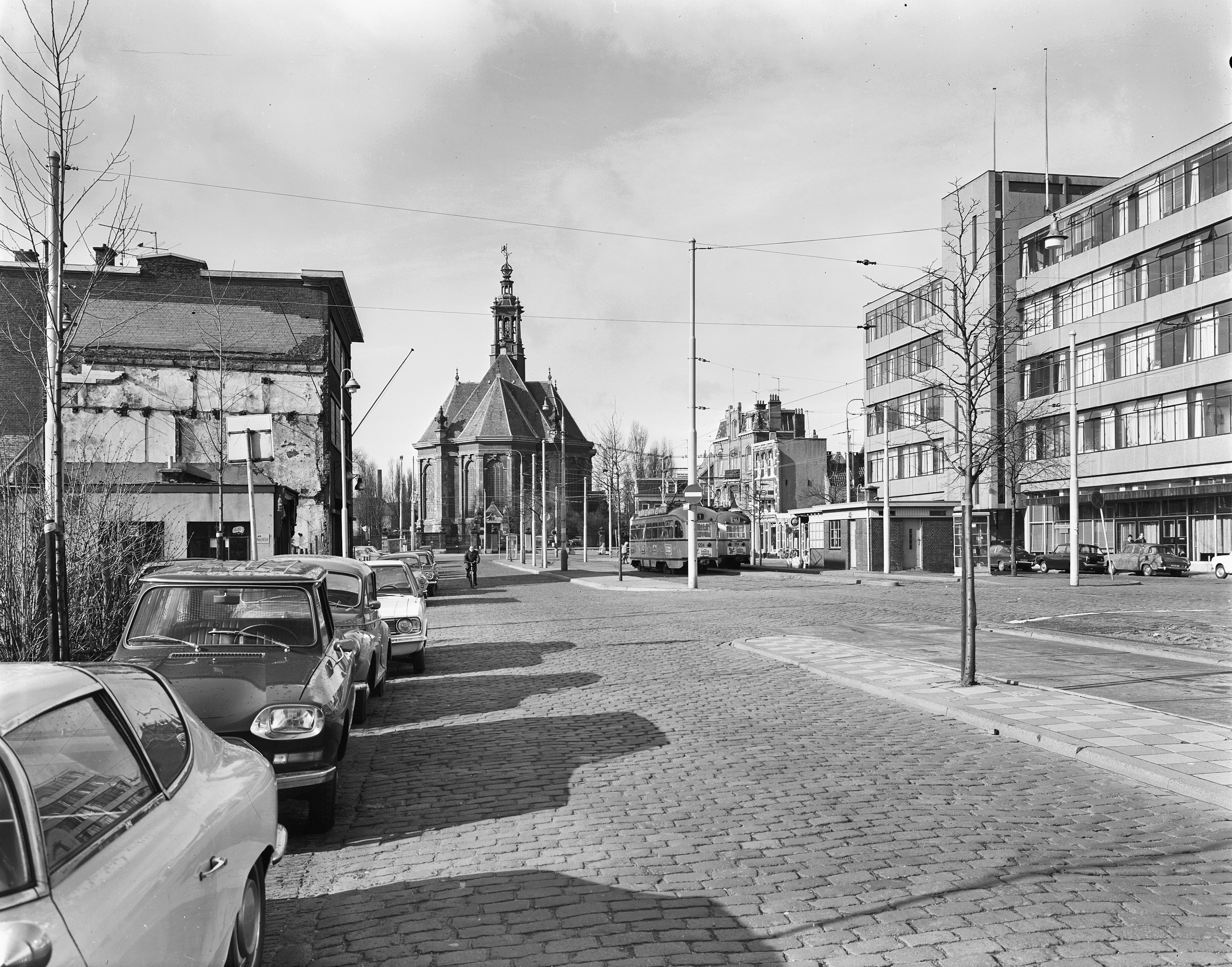
De situatie tijdens de grote sanering (1970) met zicht op de Nieuwe Kerk
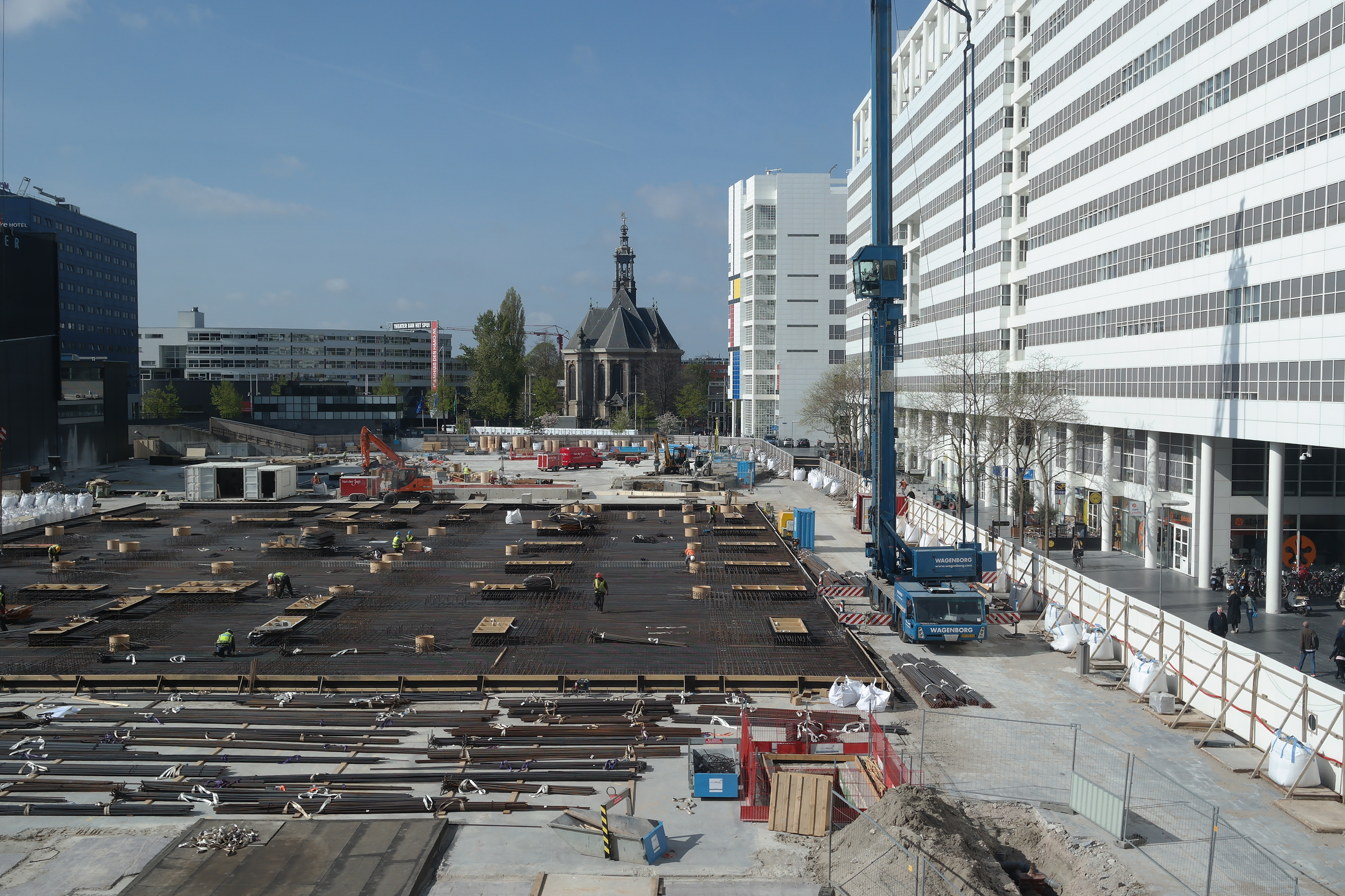
Zicht op de Nieuwe Kerk tijdens de bouw van het Amare/OCC (2017)

De Turfmarkt had net als de Houtmarkt vele kleine zijstraatjes, zoals het Lage Zand – ooit een klein grachtje tussen Turfgracht en Schedeldoekshaven – en de Grote en de Kleine Brouwerstraat. Lange tijd is de omgeving van de Turfmarkt ook het gedeelte geweest waar een deel van het Haagse bier werd gebrouwen. Al in de 17de eeuw ontstond hier brouwerij De Ooievaar. Net als voor alle Haagse binnenstadsgrachten was de stank ervan vaak niet te harden. Dit kwam doordat bewoners al hun afval en fecaliën enz. in de gracht gooiden, in combinatie met een gebrekkige afwatering. (De Haagse Beek voerde vaak te weinig water aan dat via het Spui afgevoerd kon worden naar de Trekvliet en zo het grachtenstelsel kon schoonspoelen. Een kanaal naar zee dat dit probleem had kunnen oplossen kwam er toen niet.)

### Na de demping
In 1903 werd de Turfgracht gedempt en in 1904 kwam er een plantsoen voor in de plaats. Het plantsoen moest in de Tweede Wereldoorlog plaats maken voor de aanleg van tramsporen, omdat de Duitse bezetter in 1940 had verordonneerd dat er geen trams meer op het Plein mochten rijden. De interlokale HTM-tramlijnen naar Wassenaar-Leiden (I2) (rechtsom), Delft (I1) (linksom) en Voorburg (I3) (linksom) kregen hier hun eindpunt. Na de bevrijding duurde deze situatie voort. 
In 1961 werd lijn I2 opgeheven. Het derde spoor werd daarna niet meer regulier gebruikt. Hierdoor bleven er twee tramlijnen over: lijn I1 werd in 1965 lijn 37, en in 1966 lijn 1; lijn I3 werd in 1963 lijn 36, en in 1966 de nieuwe lijn 10 als combinatie tussen de oude lijn 10 en lijn 36, waardoor lijn 10 niet meer de Turfmarkt aandeed. In 1966 kwam tramlijn 16 van het kopeindpunt op de Nieuwe Haven erbij op de Turfmarkt, waardoor zijn er sprake was van nog maar twee tramlijnen.
Dit deel van het Haagse centrum verloederde vooral door de enorm slechte staat waarin de oude bebouwing verkeerde en het gegeven dat er vanuit gemeentewege geen overkoepelend idee op de omgeving was. Ook de omliggende straten van de Turfmarkt overkwam hetzelfde lot zodat de basis voor een tiental jaren van stagnatie werd gelegd.

### Cityvorming
Op de plek van de (allang gesloten) brouwerijen kwam in de jaren 1960 een modern ogend kantoorpand, het Lummus-gebouw van Van den Broek en Bakema. Alle bebouwing aan de zuidzijde verdween in de jaren 1970 en in plaats daarvan werd een onoverdekt busstation voor HTM-, NZH-, en Westnederland-lijnen aangelegd. Ondertussen was de nieuwbouw van de twee ministeries van Binnenlandse Zaken en Justitie verrezen. Toen het busstation werd opgeheven werd besloten de nieuwe concertzaal voor het Residentie Orkest en het danstheater op die plaats te gaan bouwen en daarmee kwam een revitalisering op gang. De tramsporen verdwenen in 1985 daardoor, en de laatste Haagse tramlijnen die er - tot 1983 - hun eindpunt hadden – de lijnen 1 en 16 – kregen andere bestemmingen. Lijn 1 ging doorrijden naar Scheveningen, en de route van lijn 16 werd gecombineerd met lijn 12, onder het nieuwe tramlijnnummer 12.
De heropleving werd voorlopig voltooid door de oplevering van het nieuwe stadhuis op de plek van het in 1988 alweer gesloopte Lummus-gebouw. De naam Turfmarkt werd ook gegeven aan een nieuwe stukje stad in het verlengde van de oorspronkelijke gracht en in de richting van het Centraal Station. De straat die daar tot de jaren 1970 lag heette lange tijd Nieuwe Havenstraat. Het eerste gedeelte van de Turfmarkt kreeg na de voltooiing van de theaters echter de naam Spuiplein.